# 동부피그미주머니쥐
동부피그미주머니쥐 (Cercartetus nanus)는 캥거루목에 속하는 오스트레일리아 남동부 지역 유대류의 일종이다. 퀸즐랜드 주 남부 지역부터 사우스오스트레일리아 주 동부 지역까지 그리고 테즈메이니아 주에서도 발견되며, 우림과 경엽수림, 산지 숲 그리고 히스 서식지에서 발견뒨다.

## 특징

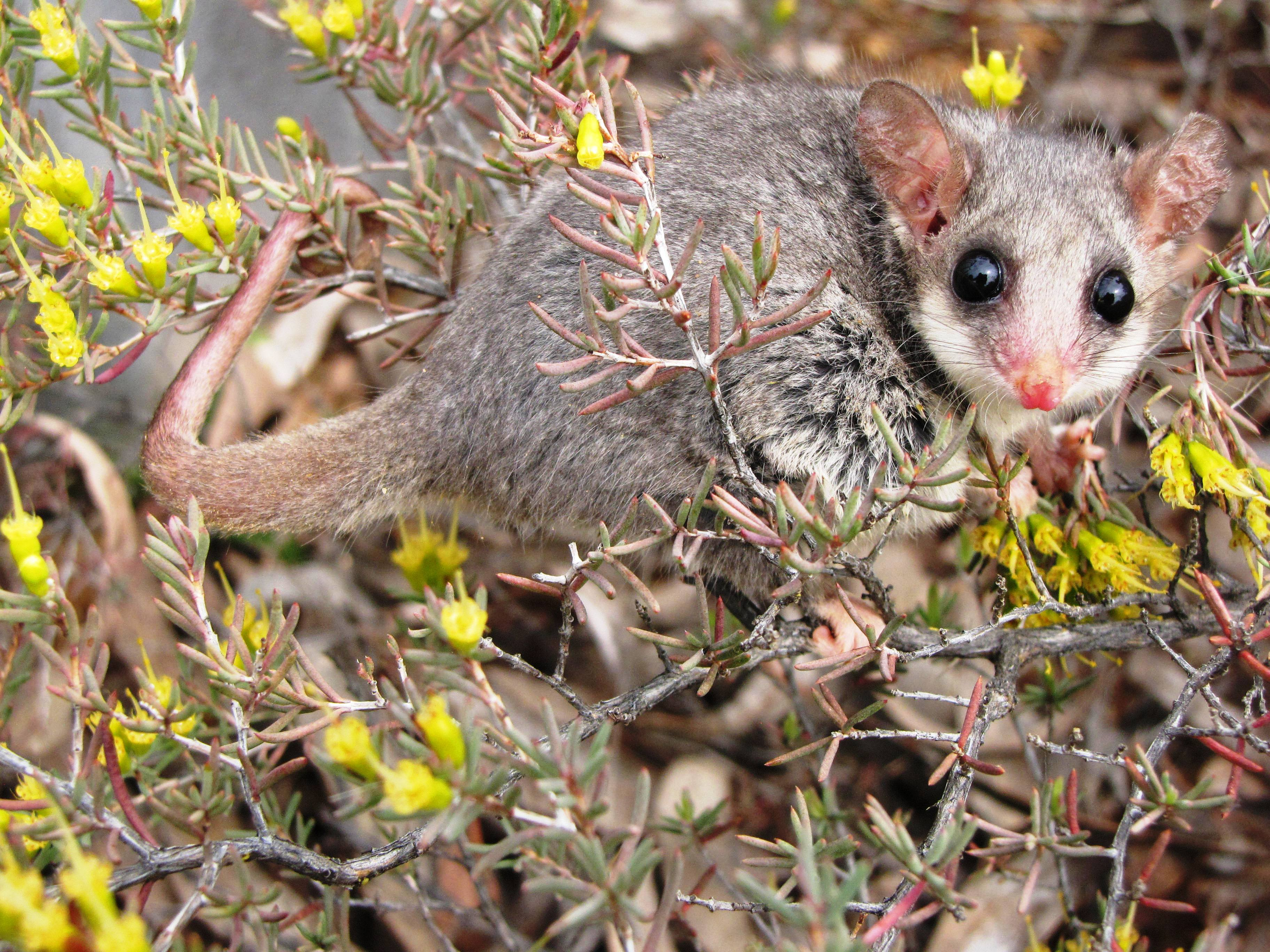
뉴사우스웨일스 주 필리가 숲의 동부피그미주머니쥐

동부피그미주머니쥐는 몸무게 15~43g, 몸길이 7~9cm, 꼬리 길이 8~11cm로 아주 작다. 상체는 흐릿한 회색을 띠며 하체는 흰색이다. 털이 거의 없고 앞쪽으로 뵤족하게 나온 큰 귀 그리고 물건을 쥘 수 있는 긴 꼬리가 있으며, 꼬리 기부의 털은 두껍고 끝단으로 가면서 듬성듬성 나 있다. 긴 콧수염을 갖고 있으며, 눈 둘레에 좁고 진한 털이 둥글게 나 있다.
동부피그미주머니쥐는 나무타기를 잘한다. 솔질을 하듯이 혀 끝으로 식물 특히 뱅크시아속과 유칼립투스속, 칼리스테몬속(Callistemon)의 꽃꿀과 꽃가루를 먹는다. 꽃이 없을 때는 곤충과 부드러운 열매 등도 먹는다. 주로 홀로 생활하는 동물이며, 나무 구멍이나 그루터기, 버려진 새 둥지, 덤불 숲 속에 은신처를 만든다. 겨울에는 무기력한 상태로 시간을 보낸다.
야행성 동물이고 무리를 짓지 않는 홀로 생활하는 동물로 간주하지만 둥지를 함께 사용하거나 두 마리 또는 그 이상의 성체가 무리를 이루는 것을 관찰한 보고도 있다. 수컷의 활동 범위 영역은 0.24~1.7헥타르로 0.18~0.61헥타로로 좁은 암컷의 활동 영역과 서로 겹친다.

## 분포 및 서식지
동부피그미주머니쥐는 사우스오스트레일리아 주 동부 지역부터 퀸즐랜드 주 남부와 테즈메이니아 주까지의 오스트레일리아 대륙 남동부 해안을 따라서 발견된다. 황무지 개활지 또는 관목 숲, 경엽수림 또는 우림 등 관목이 우거진 다양한 서식지의 해수면부터 해발 고도 1800m까지 지역에서 서식한다. 다양한 서식지에도 불구하고 분포 지역은 군데군데 떨어져 산개되어 있으며, 일반적으로 발견되는수가 드물다.